# Укше, Сусанна Альфонсовна
Суса́нна Альфо́нсовна У́кше (1 [13] июля 1885, с. Грабово, Пензенская губерния — 17 февраля 1945, Алма-Ата) — российская и советская поэтесса, переводчица. При жизни как поэтесса была практически неизвестна: творчество Укше стало доступным для читателей только в начале XXI века.

## Биография
Родилась в лютеранской семье управляющего имением, уроженца Митавы Альфонса Эрнестовича Укше (ум. 1919) и немки Анне Шпис (ум. 1918). Вскоре семья переехала в Муром, где отец будущей поэтессы стал владельцем имения в селе Межищи Муромского уезда.
В 1905 году окончила Муромскую женскую классическую гимназию, где осталась преподавать немецкий и французский языки. В 1908 году уехала в Петербург, где окончила экономическое отделение Высших коммерческих курсов М. В. Побединского, а в 1913 году — юридический факультет Высших женских курсов Раева.
С 1913 года состояла помощником заведующего экономического и статистического кабинетов в Психоневрологическом институте, где работала при кафедрах уголовного права, уголовной социологии и уголовной антропологии. С 1916 заведовала также библиотекой института. Примерно в это же время начинается дружба Укше с Ларисой Рейснер.
После Октябрьского переворота уехала из Петрограда в Муром. В 1918 отцовское имение в Межищах было разграблено, и мать поэтессы, не выдержав этого, застрелилась. В Муроме Укше преподавала политическую экономию на педагогических курсах, служит в Березайском сельскохозяйственном училище. Весной и летом 1920 участвовала в энзелийской кампании на Каспии в качестве заведующего культурно-просветительским отделом штаба флотилии. С 1922 — в Москве, работала в библиотеке Лазаревского института. После его закрытия в 1925 перешла на работу криминалиста и переводчика в Государственный институт по изучению преступности и преступников при Наркомате внутренних дел РСФСР; ряд её статей и обзоров по юриспруденции опубликован в закрытых изданиях НКВД.
В 1924 году отдыхала в санатории ЦЕКУБУ «Узкое».
В июле 1941 года из-за немецкого происхождения была отправлена в ссылку в Башкирию (посёлок Дюртюли). Используя свои старые юридические связи, Укше удалось перевестись в Алма-Ату, где она надеялась найти работу. Однако, кроме случайных заработков на переводах, работу получить ей так и не удалось.
Сусанна Укше скончалась от истощения 17 февраля 1945 года в алма-атинской больнице. Как и могилы двух других русских поэтесс, умерших в среднеазиатской ссылке — Веры Меркурьевой и Елизаветы Дмитриевой (Черубины де Габриак), — могила Сусанны Укше до наших дней не сохранилась.

## Творчество
При жизни Укше в разных сборниках и антологиях опубликовано всего девять её стихотворений. В Москве она была близка кругу «Литературного особняка», с 1921 — член Всероссийского союза поэтов; в более узком смысле причисляла себя к акмеистам. В своих стихах последовательно верна классической традиции; испытала сильное влияние поэзии Алексея Лозина-Лозинского, с которым была дружна.
Переводы Укше из Данте, Петрарки, Шекспира, Гейне и Уайльда до сих пор не опубликованы, как и её стихотворения, написанные на иностранных языках: английском, французском, немецком, итальянском. Переводы из Данте и Петрарки появились, возможно, под влиянием М. Л. Лозинского, которого Укше знала по Петербургу. Переводила также стихи О. Туманяна — перевод его поэмы «Взятие крепости Тмук», сделанный совместно с С. Тэр-Саргсянц, опубликован в 1924.
Избранное из поэтического наследия Сусанны Укше (без переводов) увидело свет лишь в 2007
В 2019 году на стихотворение «Узкое» (1924 г.) родилась песня на музыку Натальи Трубецкой-Мелихан.